# Hold om mig
Hold om mig er et dansk ungdomsdrama fra 2010, der er instrueret af Kaspar Munk.
Filmen foregår sig i en skole, hvor vi følger elevernes magtforhold og mobbehierarkier – og deres vidt forskellige måder at tackle det på. 

## Medvirkende
- Julie Brochorst Andersen
- Frederik Christian Johansen
- Sofia Mileva Cukic
- Wili Julius Findsen
- Hicham Najid
- Charlotte Fich
- Bjarne Henriksen
- Helene Egelund
- Patricia Schumann
- Khalid Alssubeihi
- Ronnie Lorenzen
- Lucas Munk Billing
- Anton Hjort Nielsen
- Benjamin Wandschneider
- Mollie Maria Gilmartin
- Olivia Anselmo
- Emilie Kruse
- Michel Belli
- Fadime Turan
- Mads Wille
- Tina Gylling Mortensen
- Christine Exner

## Eksterne Henvisninger
- Hold om mig på Internet Movie Database (engelsk)
- Hold om mig på Filmdatabasen
- Hold om mig på danskefilm.dk
- Hold om mig på danskfilmogtv.dk
- Hold om mig på Scope
- Hold om mig på AlloCiné (fransk)
- Hold om mig på MovieMeter (nederlandsk)
- Hold om mig på AllMovie (engelsk)
- Hold om mig på The Movie Database (engelsk)
- Hold om mig på Rotten Tomatoes (engelsk)
- Filmens officielle hjemmeside Arkiveret 26. september 2011 hos  Wayback Machine
- Om filmen (Webside ikke længere tilgængelig) på CPH PIX
- Filmlands anmeldelse
- Jyllands-Postens anmeldelse Arkiveret 9. september 2010 hos  Wayback Machine